# Margareta av Pfalz
Margareta av Pfalz, född 1376, död 1434, var en hertiginna av Lothringen 1393-1431, gift med hertig Karl II av Lothringen. 
Hon var mor till Isabella I av Lothringen. 